# Grjazoveci járás

A Grjazoveci járás a Vologdai területen

A Grjazoveci járás (oroszul Грязовецкий район) Oroszország egyik járása a Vologdai területen. Székhelye Grjazovec.

## Népesség
- 1989-ben 47 136 lakosa volt.
- 2002-ben 41 644 lakosa volt, akik főleg oroszok.
- 2010-ben 36 820 lakosa volt, melyből 35 000 orosz, 150 ukrán, 96 örmény, 42 fehérorosz, 33 tatár, 17 üzbég, 16 azeri, 9 cigány stb.